# Województwo gorzowskie
Województwo gorzowskie – jedno z 49 województw istniejących w Polsce w latach 1975–1998. Siedzibą jego władz był Gorzów Wielkopolski. Zlokalizowane w zachodniej części kraju, graniczyło z 5 województwami: od północy ze szczecińskim i koszalińskim, od wschodu z pilskim i poznańskim, a od południa z zielonogórskim. Zachodnia granica województwa stanowiła granicę państwową do 3 października 1990 z Niemiecką Republiką Demokratyczną, później z Republiką Federalną Niemiec.
Według danych na 31 grudnia 1998 zajmowało obszar o powierzchni 8 484 km² (10. miejsce w Polsce), licząc 514 300 mieszkańców. W 1998 było podzielone na 38 gmin, a na jego terenie funkcjonowały 22 miasta.

## Historia
W latach 1946–1950 obszar przyszłego województwa gorzowskiego znajdował się w granicach województwa poznańskiego, a przez następne ćwierć wieku (lata 1950–1975) w granicach dawnego województwa zielonogórskiego. Po reformie administracyjnej z 1975, z północnej części zielonogórskiego, dwóch powiatów województwa szczecińskiego (myśliborskiego i choszczeńskiego) oraz gminy Międzychód (woj. poznańskie) utworzono województwo gorzowskie. Od 1 stycznia 1999, 14 miast i 25 gmin weszło w skład województwa lubuskiego, 7 miast i 11 gmin do zachodniopomorskiego, a 1 miasto i 2 gminy do wielkopolskiego.

## Miasta
Miasta województwa gorzowskiego według stanu na 31 grudnia 1998:
1. Gorzów Wielkopolski – 126 019 mieszkańców
2. Międzyrzecz – 20 155 mieszkańców
3. Słubice – 17 637 mieszkańców
4. Kostrzyn – 17 300 mieszkańców
5. Choszczno – 16 053 mieszkańców
6. Barlinek – 15 134 mieszkańców
7. Dębno – 14 405 mieszkańców
8. Myślibórz – 12 676 mieszkańców
9. Międzychód – 11 224 mieszkańców
10. Drezdenko – 10 600 mieszkańców
11. Skwierzyna – 10 477 mieszkańców
12. Strzelce Krajeńskie – 10 299 mieszkańców
13. Sulęcin – 10 071 mieszkańców
14. Witnica – 6800 mieszkańców
15. Rzepin – 6500 mieszkańców
16. Ośno Lubuskie – 3750 mieszkańców
17. Dobiegniew – 3200 mieszkańców
18. Recz – 3000 mieszkańców
19. Pełczyce – 2700 mieszkańców
20. Drawno – 2400 mieszkańców
21. Trzciel – 2300 mieszkańców
22. Lubniewice – 2000 mieszkańców

## Ludność w latach 1975–1997
| Rok                    | Liczba mieszkańców |
| ---------------------- | ------------------ |
| 1975 (31 grudnia)      | 434,1 tys.         |
| 1976 (31 grudnia)      | 439,1 tys.         |
| 1977 (31 grudnia)      | 444,4 tys.         |
| 1978 (spis powszechny) | 443 569            |
| 1978 (31 grudnia)      | 443,6 tys.         |
| 1979 (31 grudnia)      | 449,7 tys.         |
| 1980 (31 grudnia)      | 455,4 tys.         |
| 1983 (31 grudnia)      | 473,8 tys.         |
| 1985 (31 grudnia)      | 482,2 tys.         |
| 1986                   | 486,7 tys.         |
| 1987                   | 490,7 tys.         |
| 1988                   | 494 tys.           |
| 1989 (31 grudnia)      | 498,3 tys.         |
| 1990 (30 czerwca)      | 499,9 tys.         |
| 1990 (31 grudnia)      | 500,7 tys.         |
| 1991 (31 grudnia)      | 502,8 tys.         |
| 1992 (31 grudnia)      | 506,1 tys.         |
| 1993 (30 czerwca)      | 507 tys.           |
| 1994 (31 grudnia)      | 509,5 tys.         |
| 1995 (30 czerwca)      | 509,9 tys.         |
| 1995 (31 grudnia)      | 510,8 tys.         |
| 1997 (31 grudnia)      | 513,3 tys.         |

## Urzędy Rejonowe
Na mocy ustawy z dnia 22 marca 1990 r. o terenowych organach rządowej administracji ogólnej (Dz.U. z 1990 r. nr 21, poz. 123), na obszarze województwa gorzowskiego utworzono 6 rejonowych organów rządowej administracji ogólnej, zrzeszających po kilka gmin:
1. Urząd Rejonowy w Choszcznie – dla gmin: Bierzwnik, Choszczno, Dobiegniew, Drawno, Krzęcin, Pełczyce i Recz
2. Urząd Rejonowy w Gorzowie Wielkopolskim – dla gmin: Bogdaniec, Deszczno, Drezdenko, Kłodawa, Krzeszyce, Lubiszyn, Santok, Stare Kurowo, Strzelce Krajeńskie, Witnica i Zwierzyn oraz miast Gorzów Wielkopolski i Kostrzyn
3. Urząd Rejonowy w Międzychodzie – dla gmin: Miedzichowo, Międzychód, Przytoczna i Pszczew
4. Urząd Rejonowy w Międzyrzeczu – dla gmin: Bledzew, Lubniewice, Międzyrzecz, Skwierzyna, Sulęcin i Trzciel
5. Urząd Rejonowy w Myśliborzu – dla gmin: Barlinek, Boleszkowice, Dębno, Myślibórz i Nowogródek Pomorski
6. Urząd Rejonowy w Słubicach – dla gmin: Górzyca, Ośno Lubuskie, Rzepin, Słońsk i Słubice

## Lista wojewodów
- 1975–1988: Stanisław Nowak (PZPR)
- 1988–1991: Krzysztof Zaręba (SD)
- 1991–1992: Wacław Niewiarowski (PSL „Solidarność”)
- 1992–1995: Zbigniew Pusz (ZChN)
- 1995–1997: Zbigniew Faliński (SLD/SdRP)
- 1998–1998: Jerzy Ostrouch (AWS)